# Шведи (Свентокшиське воєводство)
Шведи (пол. Szwedy) — село в Польщі, у гміні Слупія Конецька Конецького повіту Свентокшиського воєводства.
У 1975-1998 роках село належало до Келецького воєводства.